# Upton Park (métro de Londres)
Pour les articles homonymes, voir Upton Park.
Upton Park est une station des lignes : District line et Hammersmith & City line, du métro de Londres, en zone 3. Elle est située sur la Green Street, à Upton Park sur le territoire du Borough londonien de Newham.

## Services aux voyageurs

### Desserte
Upton Park est située dans la zone tarifaire 3 de la Travelcard.

## À proximité
- Upton Park